# La Ville des Glaciers
La Ville des Glaciers est un hameau de France situé en Savoie, sur le territoire communal de Bourg-Saint-Maurice.

## Géographie
Il se trouve au cœur de la vallée des Glaciers, à 1 789 mètres d'altitude, en amont des Chapieux (1 789 m) et en aval des Mottets (1 868 m). Situé en rive droite du torrent des Glaciers, il est implanté dans le massif du Mont-Blanc au nord-ouest, face à celui des Alpes grées au sud-est. Il est dominé au sud-ouest par la pointe de Mya, à l'ouest par les têtes Sud et Nord des Fours, au nord-ouest par les têtes de Bellaval, au nord par le mont Tondu, au nord-est au fond de la vallée des Glaciers par l'aiguille des Glaciers, à l'est par la montagne de la Seigne et au sud-est par le pic de l'Ouillon.
Il comporte quelques habitations secondaires et fermes, une chapelle, une petite centrale hydroélectrique, un centre d'informations touristiques ainsi qu'un parking qui sert notamment de point de départ à de nombreuses randonnées dont l'ascension vers le refuge Robert-Blanc, le col d'Enclave ou encore le lac de Mya. L'itinéraire normal du sentier de grande randonnée Tour du Mont-Blanc passe juste en face de la Ville des Glaciers en rive gauche du torrent des Glaciers tandis que la variante par le col des Fours passe par la Ville des Glaciers avant de franchir le torrent et rejoindre l'itinéraire normal.

## Transport
Le hameau est accessible par la route dite « de la Ville des Glaciers ». En période estivale, les véhicules personnels autres que ceux des résidents ne sont pas autorisés à circuler en journée dans la vallée des Glaciers au-delà des Chapieux ; une navette est alors mise en place entre les Chapieux et la Ville des Glaciers. En hiver, la route n'est pas déneigée et le hameau n'est par conséquent pas accessible en voiture.

## Histoire
Pendant la Seconde Guerre mondiale, des combats ont lieu à la Ville des Glaciers, notamment entre des troupes italiennes d'une part et des bataillons alpin de forteresse, chasseurs alpins et résistants du maquis du Beaufortain français. D'autres combats se sont déroulés dans la vallée, notamment aux Chapieux.

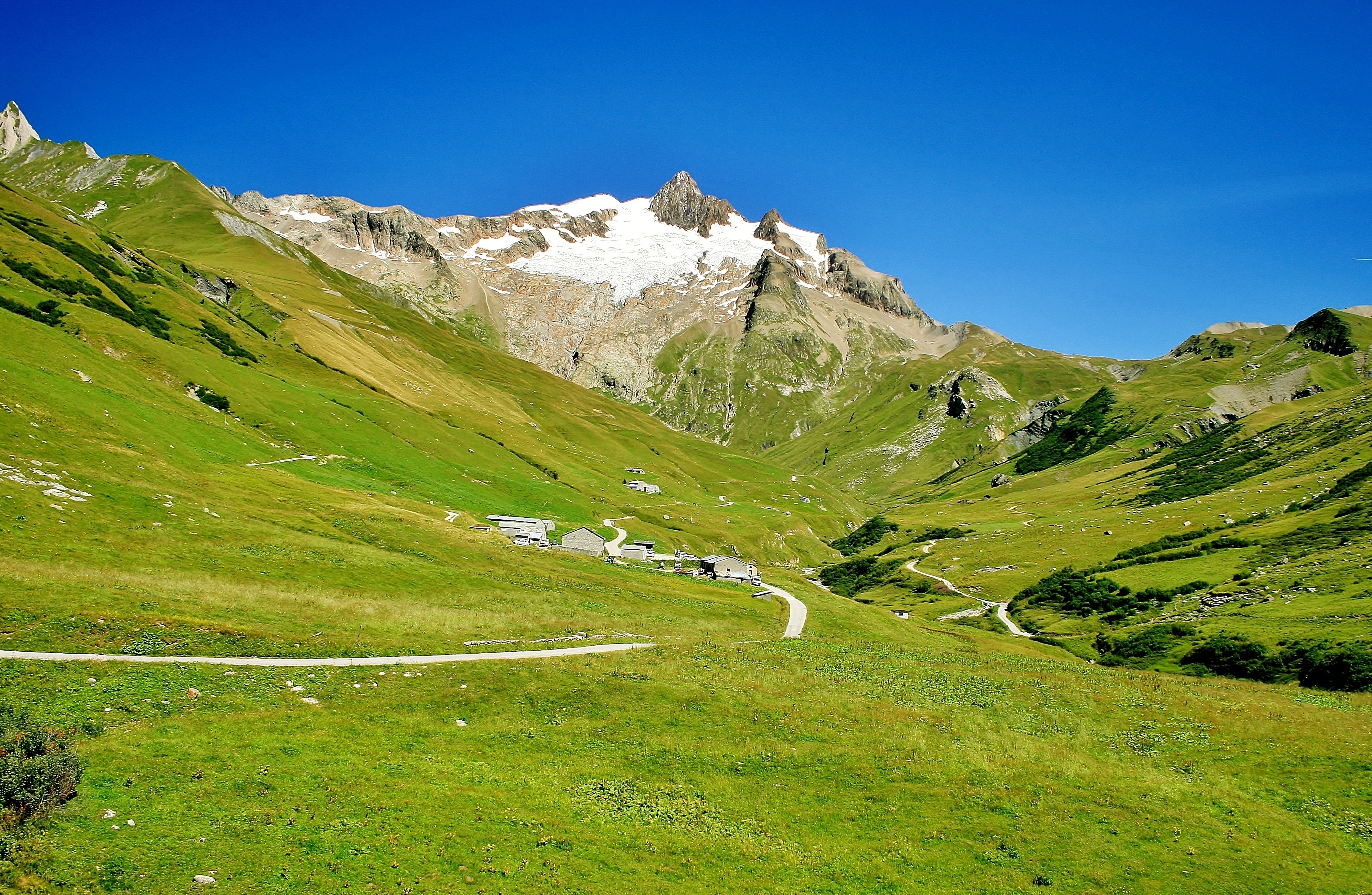
La Ville des Glaciers avec l'aiguille des Glaciers et le col de la Seigne au nord-est.

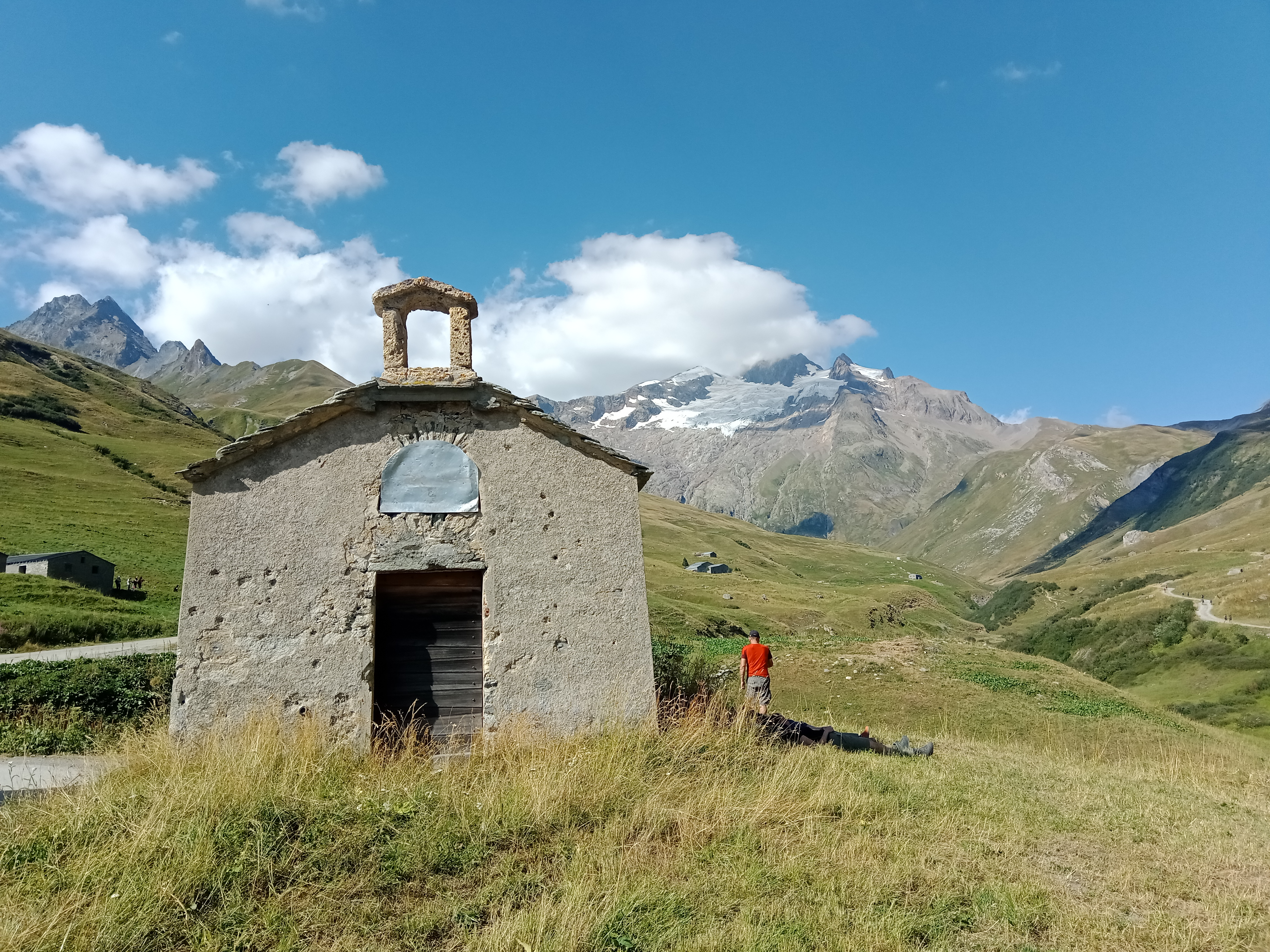
La chapelle Notre-Dame-des-Neiges.